# شهر مرزی (مجموعه تلویزیونی ۱۹۸۹)
شهر مرزی مجموعهٔ تلویزیونی بود در ژانر وسترن-درام که از سال ۱۹۸۹ تا ۱۹۹۱ در آمریکا و کانادا پخش شد. این مجموعه شهری را به تصویر می‌کشد که قبلاً به نام «پمیکان» شناخته می‌شد ولی در سال ۱۸۸۰ پس از مرزکشی میان آمریکا و کانادا در مدار ۴۹ درجه شمالی و تقسیم شهر به دو قسمت، به «شهر مرزی» تغییر نام داد.

## داستان
«پمیکان» شهر بود در دشت‌های غربی آمریکای شمالی نزدیکی خط مرزی کانادا-آمریکا در در ۴۹ درجهٔ شمالی عرض جغرافیایی. این وضعیت ادامه داشت تا این‌که در سال ۱۸۸۰ مرز در منطقهٔ «پمیکان» مورد بررسی قرار گرفت، که در آن زمان معلوم شد که این شهر در دو سوی مرز قرار می‌گیرد. در واقع، مرز از وسط دفتر کلانتری محلی می‌گذرد. به منظور اجرای مناسب قانون، بنت کلایو (جان اچ. برنان) و جک کرداک (ریچارد کومار) در این شهر مستقر شده‌اند. کلایو سرجوخه‌ای‌ست که در پلیس سوار شمال غرب، و سابقاً در تورنتو مستقر بود. جک یک مارشال ایالات متحده آمریکا و رنجر تگزاس سابق، همچنین جانباز ارتش کنفدراسیون است.
هر یک از این افسران قانون سعی ابراز علاقه به ماری دومان (سوفی بارجک) دارند. ماری و شوهر پزشکش (ژاک)، هر دو اهل پاریس‌اند و تا زمان درگذشت ژاک در شهر مرزی زندگی می‌کنند. با مرگ ژاک ماری بیوه می‌شود. ماری همچنین پزشک شهر و مالک فروشگاه عمومی محلی نیز هست. ماری دختری به نام لوسی را که پدر و مادرش مرده‌اند به فرزندی می‌پذیرد.
جوانا رادوی (دانا کارول وایت) بیوه، صاحب مزرعهٔ محلی و رئیس انجمن زنان برای اعتدال محلی است.
زاک دنی (دانکن فراسر)، یک بومی جنوبی، مالک بار و مسافرخانه‌ی شهر است. همسر او، دایان زمانی یک بردهٔ سیاه بوده‌است.
سالی دافیلد (بورلی الیوت) مالک از خانه‌های محلی شبانه‌روزی و کارمند در فروشگاه عمومی ماری است.
وندل مک‌ورتر (پل باتن) بانکدار محلی (مدیریت شعبه‌ای از بانکی که مقر آن در هلناست) و مالک استبل علیق اسب است. او همچنین با سالی دافیلد معاشرت دارد.
اوتو دانزینگر کارگر آهنگری است.
برونو دانزینگر پسر اوتو دانزینگر است که در استبل علیق اسب شده کمک می‌کند.
ویلی هادون بچه محلی در شهر است که زمان زیادی را با مارشال کراداک صرف می‌کند و به لوسی، که با ماری زندگی می‌کند علاقه دارد.

## اطلاعات تولید
مجموعه در پیت میدوز، واقع در ماپل ریج استان بریتیش کلمبیای کانادا فیلمبرداری شد. عنوان فرانسوی مجموعه Les Deux font la loi است.

### فصل ۱
| قسمت                        | تاریخ پخش      | شماره | شمارهٔ تولید | خلاصه |
| --------------------------- | -------------- | ----- | ----------- | ----- |
| Civilization                | ۷ ژانویه ۱۹۸۹  | ۱     | ۹۰۳         |       |
| Runners                     | ۱۴ ژانویه ۱۹۸۹ | ۲     | ۹۰۱         |       |
| Medicine Woman              | ۲۱ ژانویه ۱۹۸۹ | ۳     | ۹۰۲         |       |
| Blindside                   | ۲۸ ژانویه ۱۹۸۹ | ۴     | ۹۰۴         |       |
| The Man They Couldn't Hang  | ۴ فوریه ۱۹۸۹   | ۵     | ۹۰۵         |       |
| A Model Citizen             | ۱۱ فوریه ۱۹۸۹  | ۶     | ۹۰۶         |       |
| Over the Line               | ۱۸ فوریه ۱۹۸۹  | ۷     | ۹۰۹         |       |
| Blood Fury                  | ۲۵ فوریه ۱۹۸۹  | ۸     | ۹۰۸         |       |
| The Reaper                  | ۴ مارس ۱۹۸۹    | ۹     | ۹۰۷         |       |
| The Killing                 | ۱۱ مارس ۱۹۸۹   | ۱۰    | ۹۱۰         |       |
| The Gunfighter              | ۱۸ مارس ۱۹۸۹   | ۱۱    | ۹۱۱         |       |
| Trapped                     | ۲۵ مارس ۱۹۸۹   | ۱۲    | ۹۱۲         |       |
| Slave                       | ۱ آوریل ۱۹۸۹   | ۱۳    | ۹۱۳         |       |
| One of the Boys             | ۸ آوریل ۱۹۸۹   | ۱۴    | ۹۱۴         |       |
| When Dreams Die             | ۱۵ آوریل ۱۹۸۹  | ۱۵    | ۹۱۵         |       |
| The Lady and the Corpse     | ۲۲ آوریل ۱۹۸۹  | ۱۶    | ۹۱۶         |       |
| The Fur Trader              | ۲۹ آوریل ۱۹۸۹  | ۱۷    | ۹۱۷         |       |
| Ties That Bind              | ۶ مه ۱۹۸۹      | ۱۸    | ۹۱۸         |       |
| The Bounty Hunter           | ۱۳ مه ۱۹۸۹     | ۱۹    | ۹۱۹         |       |
| Pretty Shadows [aka Legacy] | ۲۰ مه ۱۹۸۹     | ۲۰    | ۹۲۰         |       |
| Bad Memories                | ۲۷ مه ۱۹۸۹     | ۲۱    | ۹۲۱         |       |
| Craddock vs. Bennett        | ۳ ژوئن ۱۹۸۹    | ۲۲    | ۹۲۲         |       |
| Nahanni                     | ۱۰ ژوئن ۱۹۸۹   | ۲۳    | ۹۲۳         |       |
| Vigilante                   | ۱۷ ژوئن ۱۹۸۹   | ۲۴    | ۹۲۴         |       |
| Gold and Lead               | ۲۴ ژوئن ۱۹۸۹   | ۲۵    | ۹۲۵         |       |
| Keenan's Raiders            | ۱ ژوئن ۱۹۸۹    | ۲۶    | ۹۲۶         |       |

### فصل ۲
| قسمت                       | تاریخ پخش      | شماره | شمارهٔ تولید | خلاصه |
| -------------------------- | -------------- | ----- | ----------- | ----- |
| Hunter's Moon              | ۵ ژانویه ۱۹۹۰  | ۲۷    | ۲۲۷         |       |
| The Pony Riders            | ۱۲ ژانویه ۱۹۹۰ | ۲۸    | ۲۳۴         |       |
| Hand to Hand               | ۱۹ ژانویه ۱۹۹۰ | ۲۹    | ۲۳۹         |       |
| The Last Shot              | ۲۸ ژانویه ۱۹۹۰ | ۳۰    | ۲۳۵         |       |
| The Convoy                 | ۲ فوریه ۱۹۹۰   | ۳۱    | ۲۴۱         |       |
| The Last Fenian Raid       | ۹ فوریه ۱۹۹۰   | ۳۲    | ۲۳۱         |       |
| Letter of the Law          | ۱۶ فوریه ۱۹۹۰  | ۳۳    | ۲۳۷         |       |
| White Feather              | ۲۳ فوریه ۱۹۹۰  | ۳۴    | ۲۳۳         |       |
| Four Eyes                  | ۲ مارس ۱۹۹۰    | ۳۵    | ۲۴۰         |       |
| Skirmishes                 | ۹ مارس ۱۹۹۰    | ۳۶    | ۲۳۰         |       |
| Buffalo Woman              | ۱۶ مارس ۱۹۹۰   | ۳۷    | ۲۳۶         |       |
| Ancient Claims             | ۲۳ مارس ۱۹۹۰   | ۳۸    | ۲۴۴         |       |
| Killer with a Smile        | ۳۰ مارس ۱۹۸۹   | ۳۹    | ۲۲۹         |       |
| Straight from the Heart    | ۶ آوریل ۱۹۸۹   | ۴۰    | ۲۳۲         |       |
| Compadres                  | ۱۳ آوریل ۱۹۸۹  | ۴۱    | ۲۲۸         |       |
| When Gold Turns Black      | ۲۰ آوریل ۱۹۸۹  | ۴۲    | ۲۴۸         |       |
| Gun Down                   | ۲۷ آوریل ۱۹۸۹  | ۴۳    | ۲۴۳         |       |
| Two Moons                  | ۴ مه ۱۹۸۹      | ۴۴    | ۲۴۲         |       |
| The Last of the James Gang | ۱۱ مه ۱۹۸۹     | ۴۵    | ۲۵۰         |       |
| Snap Shot                  | ۱۸ مه ۱۹۸۹     | ۴۶    | ۲۵۱         |       |
| The Fourth Estate          | ۲۵ مه ۱۹۸۹     | ۴۷    | ۲۴۷         |       |
| The Heart of Adventure     | ۱ ژوئن ۱۹۸۹    | ۴۸    | ۲۴۵         |       |
| A Brand of Justice         | ۸ ژوئن ۱۹۸۹    | ۴۹    | ۲۴۹         |       |
| Devil's Right Hand         | ۱۵ ژوئن ۱۹۸۹   | ۵۰    | ۲۴۶         |       |
| Fool's Gold                | ۲۲ ژوئن ۱۹۸۹   | ۵۱    | ۲۳۸         |       |
| All for One                | ۲۹ ژوئیه ۱۹۸۹  | ۵۲    | ۲۵۲         |       |

### فصل ۳
| قسمت                     | تاریخ پخش       | شماره | شمارهٔ تولید | خلاصه |
| ------------------------ | --------------- | ----- | ----------- | ----- |
| Second Chance (۱)        | ۱۴ سپتامبر ۱۹۹۰ | ۵۳    | ۳۵۳         |       |
| Vengeance Is Mine (۲)    | ۲۱ سپتامبر ۱۹۹۰ | ۵۴    | ۳۵۴         |       |
| Nebraska Lightning       | ۲۸ ژانویه ۱۹۹۰  | ۵۵    | ۳۵۶         |       |
| Let There Be Light       | ۵ اکتبر ۱۹۹۰    | ۵۶    | ۳۵۸         |       |
| Sons of Thunder          | ۱۲ اکتبر ۱۹۹۰   | ۵۷    | ۳۵۷         |       |
| Wild Horses              | ۱۹ فوریه ۱۹۹۰   | ۵۸    | ۳۶۳         |       |
| Blood                    | ۲۶ فوریه ۱۹۹۰   | ۵۹    | ۳۵۵         |       |
| Sweet Revenge            | ۲ مارس ۱۹۹۰     | ۶۰    | ۳۶۲         |       |
| Sight Unseen             | ۹ مارس ۱۹۹۰     | ۶۱    | ۳۵۹         |       |
| The Preacher             | ۱۶ مارس ۱۹۹۰    | ۶۲    | ۳۶۰         |       |
| Honour Thy Father        | ۲۵ مارس ۱۹۹۰    | ۶۳    | ۳۶۱         |       |
| In Cold Blood            | ۲ دسامبر ۱۹۹۰   | ۶۴    | ۳۶۴         |       |
| A Question of Negligence | ۹ دسامبر ۱۹۹۰   | ۶۵    | ۳۶۵         |       |
| Conduct Becoming         | ۱۶ دسامبر ۱۹۹۰  | ۶۶    | ۳۶۶         |       |
| The Bostonian            | ۲۳ دسامبر ۱۹۹۰  | ۶۷    | ۳۶۷         |       |
| Field of Honour          | ۳۰ آوریل ۱۹۹۰   | ۶۸    | ۳۶۸         |       |
| The New Recruit          | ۶ ژانویه ۱۹۹۱   | ۶۹    | ۳۶۹         |       |
| Marshal Law              | ۱۳ ژانویه ۱۹۹۱  | ۷۰    | ۳۷۰         |       |
| Roaring Days             | ۲۰ ژانویه ۱۹۹۱  | ۷۱    | ۳۷۵         |       |
| The Road Chosen          | ۲۷ ژانویه ۱۹۹۱  | ۷۲    | ۳۷۱         |       |
| Hired Hand               | ۳ فوریه ۱۹۹۱    | ۷۳    | ۳۷۳         |       |
| Demon Rum                | ۱۰ فوریه ۱۹۹۱   | ۷۴    | ۳۷۲         |       |
| Tall in the Saddle       | ۲۲ فوریه ۱۹۹۱   | ۷۵    | ۳۷۴         |       |
| A Small Kindness         | ۳ مارس ۱۹۹۱     | ۷۶    | ۳۷۶         |       |
| Frontier Passage         | ۱۰ مارس ۱۹۹۱    | ۷۷    | ۳۷۷         |       |
| Under Western Skies      | ۱۷ مارس ۱۹۹۱    | ۷۸    | ۳۷۸         |       |

## نسخهٔ خانگی
شرکت پلاتینوم دیسک کورپوریشن مابین سال‌های ۲۰۰۳–۲۰۰۵ مجموعهٔ ۴ دیسکی‌ای از «شهر مرزی» در منطقهٔ ۱ (آمریکا و کانادا) منتشر کرد. این مجموعه دو قسمت از فصل اول و همهٔ قسمت‌های فصل سوم سریال بود. آن‌ها همچنین مجموعه‌ای ۴ دیسکی منتشر کردند که شامل همهٔ ۲۸ قسمتی بود که قبلاً در مجموعهٔ ۴ دیسکی‌شان منتشر کرده بودند. توزیع این مجموعه ادامه نیافت و هم‌اکنون چاپ آن متوقف شده‌است.
در ۱ فوریه ۲۰۱۱، شرکت سرگرمی‌های خانگی اکو بریج مجموعه‌ای حاوی ۲ دی‌وی‌دی از این سریال را در منطقهٔ ۱ (ایالات متحده) منتشر کرد. این مجموعه حاوی همان ۲۸ قسمتی بود که قبلاً توسط شرکت پلاتینوم دیسک کورپوریشن منتشر شده بود.
در ۲۶ ژوئیه ۲۰۱۱، شرکت سرگرمی‌های خانگی آلیانس فیلمز تنها در کانادا مجموعه‌ای را روی دی‌وی‌دی منتشر کرد با نام «بهترین‌های شهر مرزی». این مجموعه مشابه مجموعهٔ ۴ دیسکی‌ای است که در سال ۲۰۰۵ و فوریه ۲۰۱۱ در ایالات متحده منتشر شده، به طوری که حتی آرم حق تألیف شرکت پلاتینوم دیسک کورپوریشن را بر روی جلد و بوت دیسک‌ها دارد.

## پی‌نوشت
1. ↑  Amazon.com: Bordertown, Vol. 1: Richard Comar, Sophie Barjac, John Brennen: Movies & TV
2. ↑  Amazon.com: Bordertown Vol 2: Richard Comar, John H. Brennan, Sophie Barjac, Beverley Elliott, Duncan Fraser, Gregory Togel, Paul Batten, Bill Pepperall, Domenico Fiore, Patri...
3. ↑  Amazon.com: Bordertown Vol 3: Richard Comar, John H. Brennan, Sophie Barjac, Beverley Elliott, Duncan Fraser, Gregory Togel, Paul Batten, Bill Pepperall, Domenico Fiore, Patri...
4. ↑  Amazon.com: Bordertown, Vol. 4: Richard Comar, Sophie Barjac, John H Brennan: Movies & TV
5. ↑  Amazon.com: Bordertown 4 pc Boxed Set: Richard Comar, Sophie Barjac, John H. Brennan: Movies & TV
6. ↑  Amazon.com: Bordertown V.1 (11 Episodes): Richard Comar, Sophie Barjac, John H. Brennan, 11 Episodes: Movies & TV
7. ↑  Amazon.com: Bordertown: Volume 2 (17 Episodes): Richard Comar, Sophie Barjac, John H. Brennan, 17 Episodes: Movies & TV
8. ↑  «Bordertown DVD news: Announcement for Bordertown - The Best Of | TVShowsOnDVD.com». بایگانی‌شده از اصلی در ۲۵ ژوئن ۲۰۱۱. دریافت‌شده در ۱۰ نوامبر ۲۰۱۱.